# På kurs med Kurt
På kurs med Kurt är en svensk dramaserie för barn från 1981. Avsnitten regisserades av Thomas Danielsson och för manus stod Danielsson och Michael Segerström. Redigerare var Göran Cronvall. Huvudperson är Kurt som ger kurser i olika ämnen han egentligen saknar kunskaper om för att kunna finansiera inköpet av en rund båt med randigt kapell. Sammanlagt gjordes fem avsnitt. Serien har visats flera gånger i SVT: 1981, 1984, 1987, 1991, 1994 och 2001. Barnkanalen visade serien 2005.

## Handling
På kurs med Kurt är egentligen en historia om vänskap och solidaritet. Kurts ständige och ende kursdeltagare är Nisse. Han får lära sig allt Kurt vet om till exempel matlagning, tvättmaskiner, vinna vänner för livet, svampplockning och tapetsering. Kurserna går dock inte så bra, utan slutar för det mesta i katastrof då Kurt inte har så stor kunskap i det han ger kurser i egentligen, men Nisse anser trots det att han har lärt sig något nytt. Varje avsnitt slutar med att Kurt får sin kursavgift och för pengarna vill han köpa den runda båten med det randiga kapellet hos "Alves bil och båt". Men Alve är en skurk och höjer varje gång priset. Därför måste Kurt ordna fler och fler kurser. 

## Rollista
- Michael Segerström som Kurt
- Per Eggers som Nisse
- Gustav Kling som Alve

## Om serien
Båten finns att beskåda nedanför Villa Källhagen på Djurgården i Stockholm.
Serien är en av titlarna i boken Tusen svenska klassiker (2009).